# Zákamenné
Zákamenné és un poble i municipi d'Eslovàquia que es troba a la regió de Žilina, al centre-nord del país. El 2021 tenia 5.542 habitants.

## Demografia
| Godina             | 1994 | 2004    | 2014   | 2024   |
| ------------------ | ---- | ------- | ------ | ------ |
| Nombre de persones | 4456 | 4962    | 5355   | 5694   |
| Diferència         |      | +11,35% | +7,92% | +6,33% |

| Godina             | 2023 | 2024   |
| ------------------ | ---- | ------ |
| Nombre de persones | 5687 | 5694   |
| Diferència         |      | +0,12% |